# Castello di Crathes

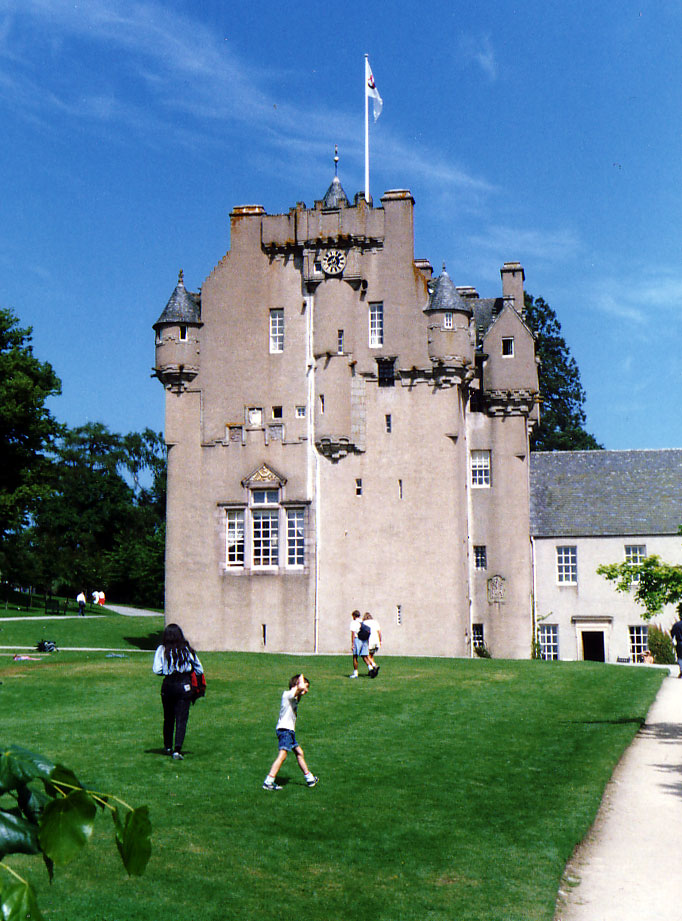
La torre principale del castello

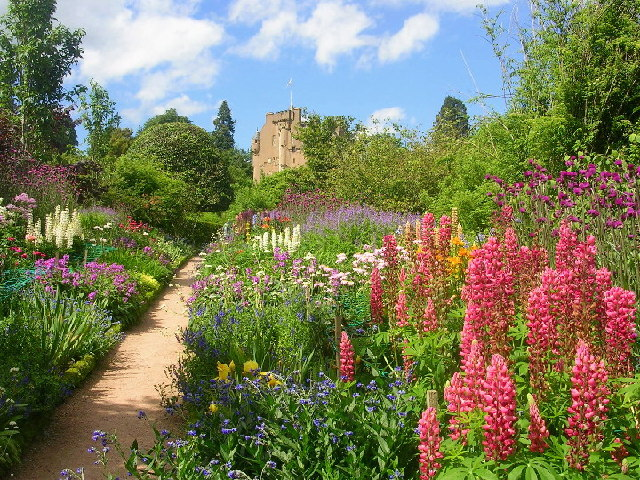
Giardini del castello

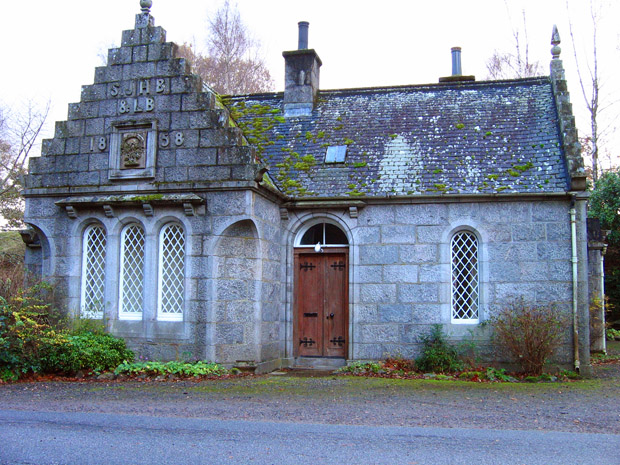
Edificio nell'area del castello

Il castello di Crathes (in lingua inglese: Crathes Castle) è uno storico edificio del villaggio scozzese di Crathes (dintorni di Banchory), nell'Aberdeenshire (Scozia nord-orientale), costruito tra il 1543 e il 1596 per volere della famiglia Burnett, ma che presenta anche elementi della fine del XVII secolo.
L'edificio è gestito dal National Trust for Scotland  ed è classificato come monumento di tipo A (dal 1972).

## Descrizione
Il castello, con pianta ad L, è circondato da un parco di 240 ettari con giardini e presenta una facciata è di color rosato.
|  |

Al suo interno, il castello conserva il corno di Leys, donato da Roberto I di Scozia alla famiglia Burnett. Le stanze sono inoltre arredate con mobili originali del XVI secolo e con ritratti della famiglia Burnett e i soffitti sono abbelliti con affreschi giacobini.
I giardini sono suddivisi in otto aree, ognuna delle quali è caratterizzata da un colore particolare.

## Storia
La proprietà dove sorge il castello era stata donata alla famiglia Burnett da re Robert de Bruce nel 1323.
La costruzione dell'edificio iniziò nel 1553, quando la famiglia Burnett, le cui fortune, in quel periodo, erano in crescita, decise di rimpiazzare il crannóg del Loch of Leys.
La costruzione durò oltre 40 anni: terminò infatti nel 1596.
Nel 1644, durante la guerra civile inglese, il marchese di Montrose chiese a Sir Thomas Burnett di poter circondare pacificamente il castello con le sue truppe.
A partire dagli anni ottanta del XVII secolo, fu realizzata un'ala a tre piani nella parte orientale del castello, ala che doveva ospitare i 21 figli nati nell'arco di 20 anni dal matrimonio tra Sir Thomas Burnett e Margareth Arbuthnott.
Nel 1966, quest'ala andò distrutta in un incendio, ma fu in seguito ricostruita.